# Przegląd Pedagogiczny
Przegląd Pedagogiczny – czasopismo dla nauczycieli ukazujące się w zaborze rosyjskim w 1882 i przejęte przez Stowarzyszenie Nauczycielstwa Polskiego.

## Historia
Początkowo był miesięcznikiem, od 1922 kwartalnikiem, od 1926 tygodnikiem, od 1933 dwutygodnikiem. Po połączeniu Towarzystwa Nauczycieli Szkół Wyższych ze Stowarzyszeniem Nauczycielstwa Polskiego w 1919, czasopismo stało się podstawowym organem prasowym powstałego Towarzystwa Nauczycieli Szkół Średnich i Wyższych. W tym czasie na łamach Przeglądu Pedagogicznego poruszano tematykę związaną ze szkołami średnimi, proponowano nowe metody pracy nauczycieli, prezentowano szkolnictwo zagraniczne, publikowano też informacje organizacyjne Towarzystwa.

## Redaktorzy
- Bogdan Nawroczyński
- Tadeusz Łazowski
- Lucjan Zarzecki
- Henryk Galle
- Maksymilian Tazbir